# Ahelaid
Ahelaid appelé aussi Hakilaid est un îlot de la Väinameri au sud-est de Hiiumaa. Ahelaid appartient à l'Estonie et fait partie de la Réserve naturelle des îlots de la région de Hiiumaa.

## Faune
On a répertorié 60 espèces aviaires et 45 nidifient sur l'île dont le Phragmite des joncs (Acrocephalus schoenobaenus), le Sterne arctique (Sterna paradisaea) et la Fauvette grisette (Sylvia communis). 